# La Machine ultime
La Machine ultime est un roman de science-fiction rédigé par A. E. van Vogt (Canada), publié en 1983.

## Résumé
Un super-ordinateur, en collaboration avec les forces de l'ordre, maintient les États-Unis sous sa coupe. Un groupe de dissidents s'attaque à son pouvoir tout en ayant fort à faire avec les dites forces de l'ordre.

## Parutions
- A. E. van Vogt (trad. France-Marie Watkins), La Machine ultime, J'ai lu, coll. « Science-fiction » (no 1548), 1983 (ISBN 2-290-01548-2, présentation en ligne)